# Ел-Побле-Ноу-де-Бенітачель
Ел-Побле-Ноу-де-Бенітачель, Бенітачель (валенс. El Poble Nou de Benitatxell, ісп. Benitachell, офіційна назва El Poble Nou de Benitatxell/Benitachell) — муніципалітет в Іспанії, у складі автономної спільноти Валенсія, у провінції Аліканте. Населення — 4858 осіб (2023).

## Географія
Муніципалітет розташований на відстані близько 360 км на південний схід від Мадрида, 50 км на північний схід від Аліканте.

## Демографія
Динаміка населення (INE ):

## Галерея зображень

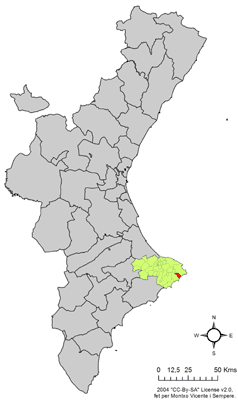
Розташування муніципалітету Ел-Побле-Ноу-де-Бенітачель у автономній спільноті Валенсія
Розташування муніципалітету Ел-Побле-Ноу-де-Бенітачель у комарці Маріна-Альта